# Pardaliscoides stebbingi
Pardaliscoides stebbingi is een vlokreeftensoort uit de familie van de Pardaliscidae. De wetenschappelijke naam van de soort is voor het eerst geldig gepubliceerd in 1970 door Ledoyer.